# Nikki R. Keddie
Anita Ragozin, nota come Nikki R. Keddie (Brooklyn, 30 agosto 1930) è un'orientalista statunitense, professore emerito all'Università della California - Los Angeles (UCLA).
La studiosa è autrice di numerosi libri riguardanti la storia e la politica dell'Iran classico e contemporaneo.

## Biografia
Dopo gli studi superiori si è laureata magna cum laude al Radcliffe College in storia europea moderna e letteratura, con una tesi finale sulla filosofia della storia di Giambattista Vico.
Il suo Ph.D. fu conseguito all'Università della California - Berkeley, su un tema di storia europea e al tempo stesso medio-orientale dal titolo "The Impact of the West on Modern Iranian Social History" (l'impatto dell'Occidente sulla storia sociale moderna iraniana).
La sua carriera iniziò all'Università dell'Arizona, Tucson, e poi come professore assistente (assistant professor) allo Scripps College di Claremont. Nel 1961 divenne visiting assistant professor all'UCLA, quindi divenne assistant professor nel 1963 anche alla UCLA, poi professore associato e infine cattedratico nel medesimo ateneo californiano. 
Nel 1994 è stata eletta membro dell'American Academy of Arts and Sciences. Nel 2000 ha ricevuto una menzione d'onore dalla Middle East Studies Association di cui era membro. Nel 2001 ha avuto consimile riconoscimento dalla Middle East Studies Association (MESA), di cui è anche componente e, nello stesso anno, ha ricevuto un riconoscimento per la sua attività di studiosa dall'American Historical Association. Nel 2002 ha ricevuto il Persian History award dall'Encyclopedia Iranica Foundation. Ha fondato e diretto la rivista “Contention: Debates in Society, Culture, and Science”.
È stata infine insignita nel 2004 del Premio Balzan.

## Opere
- Scholars, Saints, and Sufis, University of California Press, 1972.
- Women in the Muslim World (co-ed. Lois Beck), Harvard University Press, Cambridge, 1978.
- Modern Iran: The Dialectics of Continuity and Change (co-ed. Michael E. Bonine), Albany, SUNY Press, 1981.
- The Iranian Revolution and the Islamic Republic (co-ed. Eric Hooglund), Syracuse, Syracuse University Press, 1986.
- Shi'ism and Social Protest (co-ed. Juan Cole), Yale University Press, New Haven, 1986.
- Women in Middle Eastern History (co-ed. Beth Baron), Yale University Press, New Haven, 1991.
- Religion and Politics in Iran, Yale University Press, New Haven, 1993.
- Debating Revolutions, NYU Press, New York, 1995.
- Debating Gender, Debating Sexuality, NYU Press, New York, 1996.
- Iran and the Surrounding World: Interactions in Culture and Cultural Politics (co-ed. Rudi Matthee), University of Washington Press, Seattle, 2002.
- Modern Iran. Roots and Results of Revolution, Yale University Press, New Haven, 2003.